# 5608 Olmos
Az 5608 Olmos (ideiglenes jelöléssel 1993 EO) a Naprendszer kisbolygóövében található aszteroida. Ueda Szeidzsi és Kaneda Hirosi fedezte fel 1993. március 12-én.